# El Nula
El Nula es una población situada al oeste del Estado Apure, en Venezuela; capital de la Parroquia San Camilo, cuya población para el 2011 era de 24 675 habitantes.

## Toponimia e historia
En 1945 el Sr. Cirilo Agelviz se estableció en el medio de una selva impenetrable (Selva de San Camilo). Él y su familia fueron los primeros colonos de un territorio tan remoto que se decía estar anulado. De allí proviene su nombre.
Fue fundado por colonos tachirenses y colombianos a mediados del siglo XX (1945), y se considera el último confín del llano apureño.Está compuesta por 20 barrios de casco urbano.